# 骨髓炎
骨髓炎（英语：Osteomyelitis）是一种骨骼破坏性炎症。症状可能包括特定骨骼疼痛，伴有发红、发烧和虚弱。手臂和腿的长骨最常见于儿童，例如股骨和肱骨，而脚、脊柱和臀部最常见于成人。
原因通常是细菌感染，很少是真菌感染。它可能通过从血液或周围组织扩散而发生。发生骨髓炎的风险包括糖尿病、静脉注射药物、先前切除脾脏和该区域的创伤。通常根据症状和基本的实验室检查如C反应蛋白（CRP）和红细胞沉降率（ESR）来怀疑诊断。因为在急性感染后的最初几天，X线平片并不显着。通过血液检查、医学成像或骨活检进一步确认诊断。
细菌性骨髓炎的治疗通常涉及抗菌药物和手术。对于血流不畅的人，可能需要截肢。治疗作为足菌肿感染的相对罕见的真菌性骨髓炎需要使用抗真菌药物。与细菌性骨髓炎相比，截肢或大骨切除术在被忽视的真菌性骨髓炎中更为常见，即足部感染，其中足部感染占大多数病例。当病情仅出现很短时间时，细菌性骨髓炎的治疗效果通常较好。每年每100,000人中约有2.4人受到影响。年轻人和老年人更容易受到影响。男性比女性更容易受到影响。至少早在公元前300年代，希波克拉底就描述了这种情况。在使用抗生素之前，死亡风险很大。

## 症状
症状可能包括特定骨骼疼痛并伴有发红、发烧、虚弱和无法行走，尤其是患有急性细菌性骨髓炎的儿童。发病可能是突然的或逐渐的。可能存在淋巴结肿大。在真菌性骨髓炎中，通常有赤脚行走的历史，尤其是在农村和农业地区。 与主要是血源性的细菌性骨髓炎的感染模式相反，真菌性骨髓炎从皮肤感染开始，然后侵入更深的组织直至到达骨骼。

## 病因
| 年龄段                     | 最常见的细菌                                             |
| -------------------------- | -------------------------------------------------------- |
| 新生儿（4个月以下）        | 金黄色葡萄球菌、肠杆菌种、A组和B组链球菌种               |
| 儿童（4 个月至 4 岁）      | 金黄色葡萄球菌、A组链球菌种、流感嗜血桿菌、肠杆菌种      |
| 儿童、青少年（4 岁至成人） | 金黄色葡萄球菌（80%）、A组链球菌种、流感嗜血菌、肠杆菌种 |
| 成人                       | 金黄色葡萄球菌和偶见的肠杆菌或链球菌种                   |
| 镰状细胞性贫血患者         | 沙门氏菌最常见于镰状细胞病患者。                         |

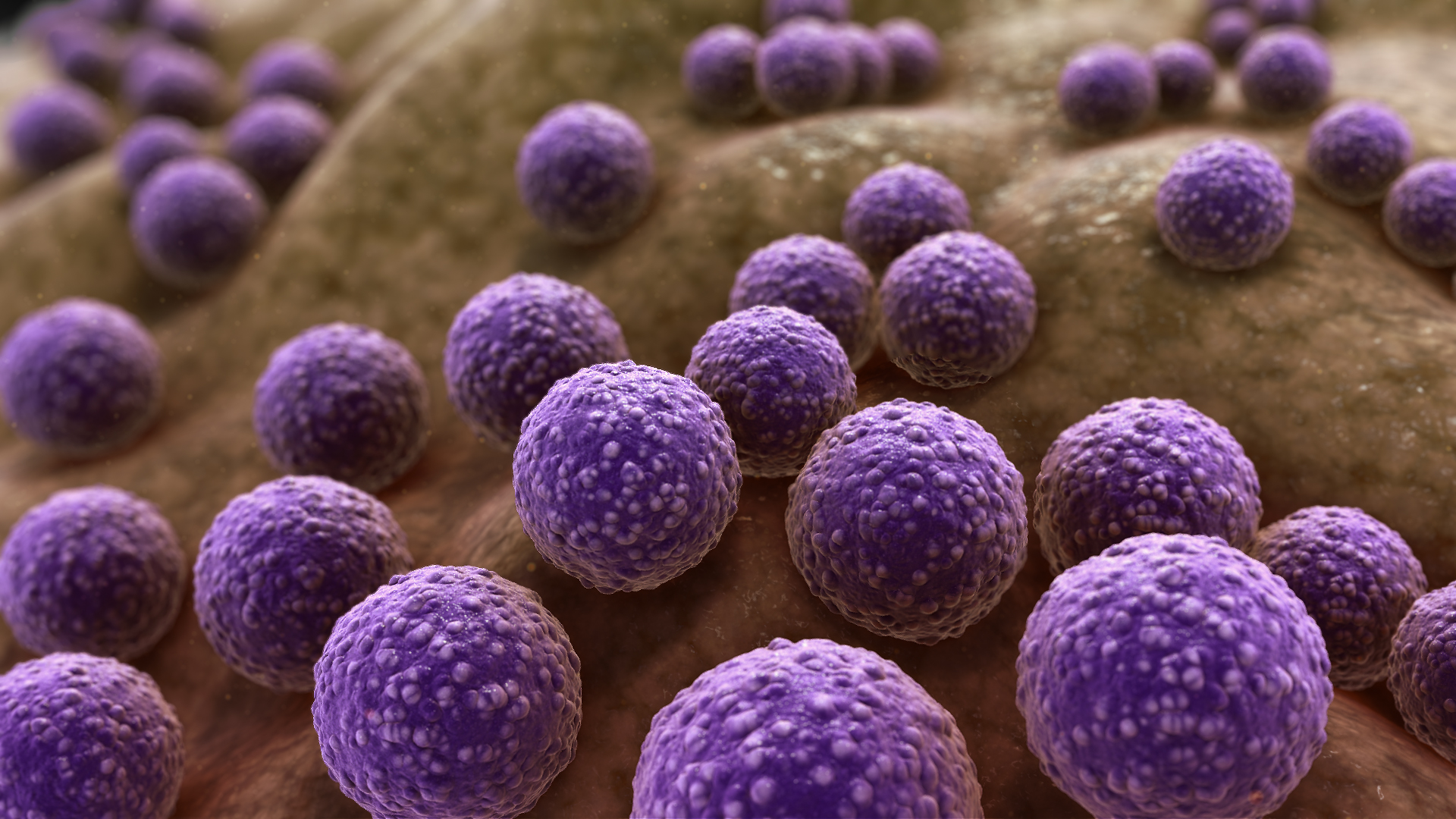
葡萄球菌图

在儿童中，幹骺端，即长骨的末端，通常会受到影响。在成人中，椎骨和骨盆最常受到影响。
急性骨髓炎几乎总是发生在其他方面健康的儿童身上，因为正在生长的骨骼中有丰富的血液供应。当成人受到影响时，可能是由于虚弱、静脉内药物滥用、感染性根管治疗牙齿或其他疾病或药物（例如免疫抑制疗法）导致宿主抵抗力受损。
骨髓炎是1%-3%的肺结核患者的继发并发症。在这种情况下，细菌通常通过循环系统传播到骨骼，首先感染滑膜（由于其较高的氧浓度），然后传播到相邻的骨骼。在结核性骨髓炎中，长骨和椎骨往往会受到影响。
金黄色葡萄球菌是最常从所有形式的骨髓炎中分离出来的微生物。
血流源性骨髓炎最常见于儿童，近90%的病例是由金黄色葡萄球菌引起的。在婴儿中，通常分离出金黄色葡萄球菌、B组链球菌和大肠杆菌；在1至16岁的儿童中，金黄色葡萄球菌、化脓性链球菌和流感嗜血杆菌很常见。在一些亚群中，包括静脉内吸毒者和脾切除患者，革兰氏阴性菌，包括肠道细菌，是重要的病原体。
成人中最常见的疾病形式是由于骨骼受到局部感染的损伤引起的。金黄色葡萄球菌是骨髓炎中最常见的微生物，从连续感染区域传播。但厌氧菌和革兰氏阴性菌，包括铜绿假单胞菌、大肠杆菌和黏质沙雷氏菌也很常见。混合感染是规则而非例外。
全身性真菌感染也可能引起骨髓炎。最常见的两种是皮炎芽生菌和粗球霉菌。
在涉及椎体的骨髓炎中，大约一半的病例是由金黄色葡萄球菌引起的，另一半是由肺结核引起的（从肺血行传播）。在开始有效的抗结核治疗之前，脊柱结核性骨髓炎非常普遍，它获得了一个特殊的名称，即波特氏病。
洋葱伯克霍尔德菌复合物与静脉吸毒者的椎体骨髓炎有关。